# Mariä Himmelfahrt (Aufkirchen)

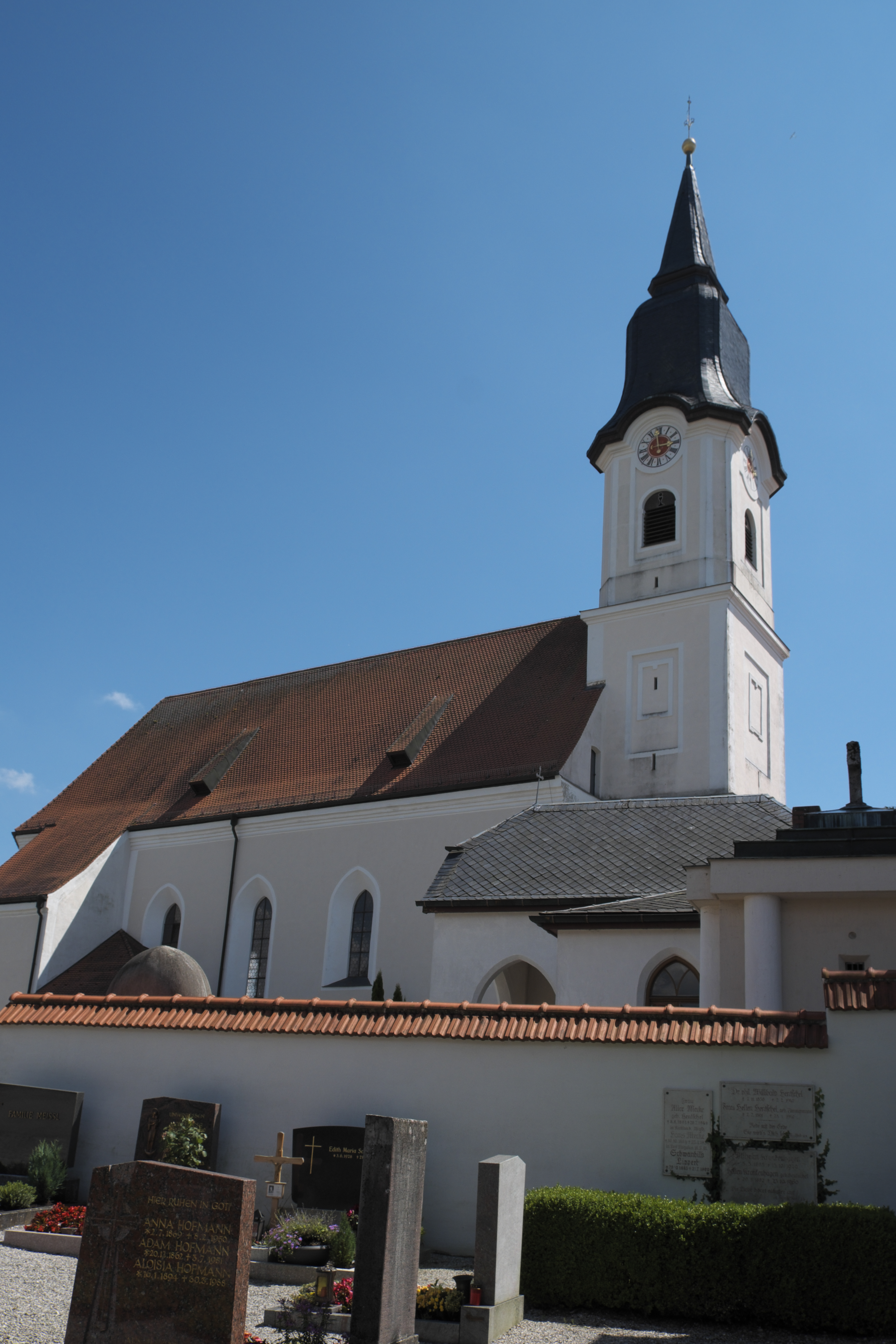
Kirche Mariä Himmelfahrt

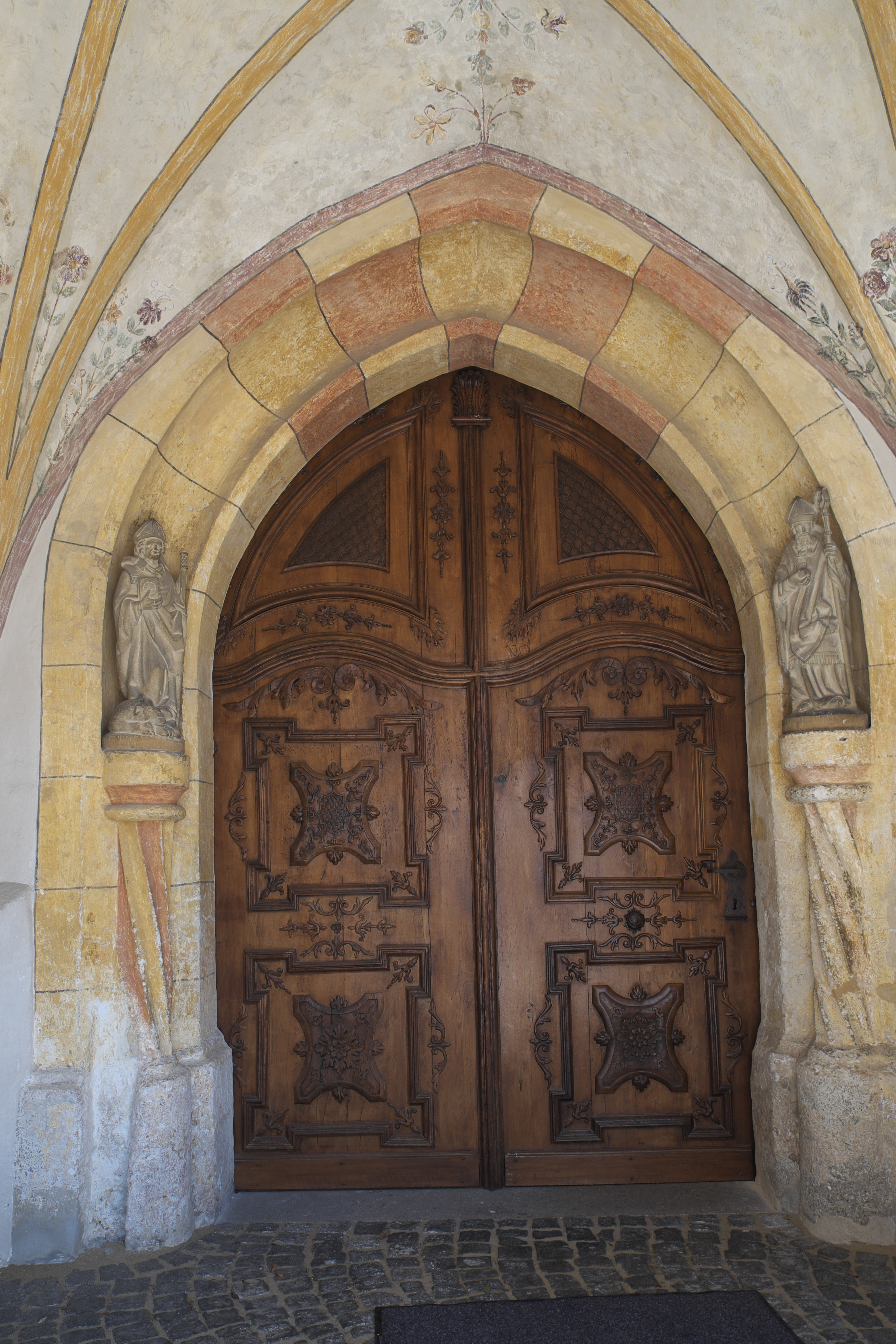
Spitzbogenportal

Die katholische Pfarr- und Wallfahrtskirche Mariä Himmelfahrt in Aufkirchen, einem Ortsteil von Berg am Starnberger See im oberbayerischen Landkreis Starnberg, ist ein spätgotischer Bau aus der Zeit um 1500, der an der Stelle kleinerer Vorgängerkirchen errichtet wurde. Die hoch über dem Ostufer des Starnberger Sees gelegene Kirche gehört zu den geschützten Baudenkmälern in Bayern.

## Geschichte
Der Ort wird gegen Ende des 10. Jahrhunderts als „Ufkiricha“ erstmals urkundlich erwähnt. Der Name bedeutet Kirche auf einer Anhöhe und ist ein Beleg dafür, dass bereits in damaliger Zeit eine Kirche bestand. Für das Jahr 1307 ist der erste namentlich genannte Pfarrer belegt. Im 14. Jahrhundert hatte die Pfarrei eine beachtliche Ausdehnung erreicht, der zahlreiche Kirchen der Umgebung, die in der Konradinischen Matrikel, dem 1315/16 erstellten Güterverzeichnis des Bistums Freising, aufgelistet sind, als Filiale unterstellt waren. Im 15. Jahrhundert setzte die Marienwallfahrt zur Kirche von Aufhausen ein und der Ort wurde zu einem der bedeutendsten Wallfahrtsziele im Bayerischen Oberland. In den Jahren 1499/1500 ersetzte man die zu klein gewordene alte Kirche durch einen Neubau, der im Jahr 1500 geweiht wurde. Nach einem Brand im Jahr 1625 erfolgte die Umgestaltung des Innenraums im Stil des Frühbarock.
Kurfürst Max Emanuel, dessen Vater, Ferdinand Maria, sich das Patronatsrecht für die Pfarrei vom Freisinger Bischof hatte übertragen lassen, übergab sie 1688 den Augustiner-Eremiten von München, denen sie bis zur Auflösung des Ordens im Zuge der Säkularisation unterstand. Die Augustiner-Eremiten förderten die Wallfahrt nach Aufkirchen.
In den Jahren 1795/96 mussten der Turm und das Westjoch nach ihrem Einsturz durch den Münchner Stadtmaurermeister Matthias Widmann wieder aufgebaut werden. In den 1960er und 1980er Jahren fanden umfassende Renovierungen statt.

## Architektur

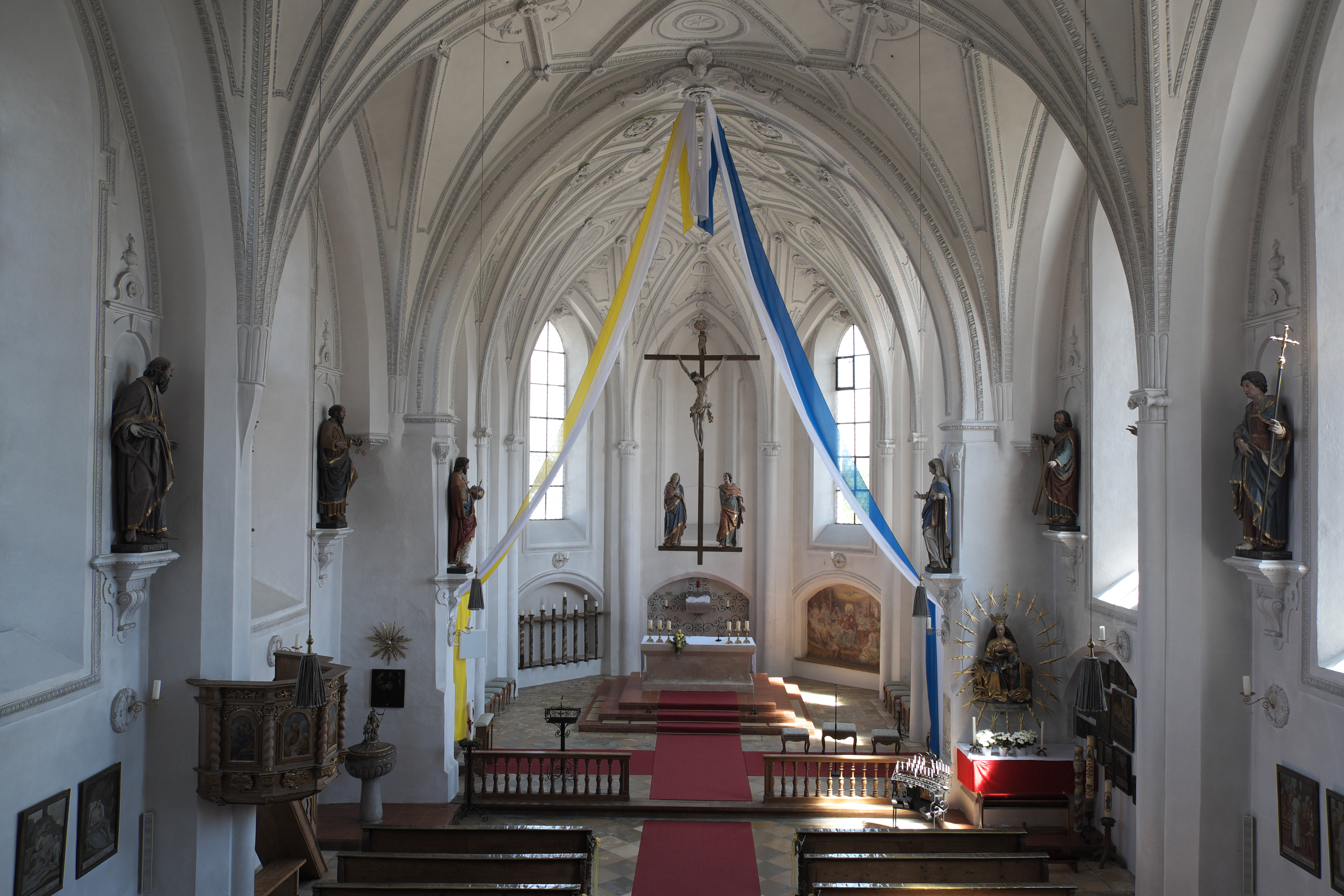
Innenraum

### Außenbau
Vor der Westfassade steht der dreistöckige Turm, dessen oktogonales Obergeschoss von einer glockenförmigen Haube mit hoher Spitze und einer vergoldeten Kugel bekrönt wird. In der westlichen Vorhalle ist ein spätgotisches Spitzbogenportal integriert, die geschnitzten Türflügel stammen aus dem 17. Jahrhundert. An der Nordseite des Chors wurde 1642 die Sakristei angebaut, über der 1657 ein Oratorium errichtet wurde. An der Südseite des Langhauses wurde 1705/06 die Bruderschaftskapelle Maria Trost angefügt.

### Innenraum
Das einschiffige Langhaus erstreckt sich über vier Joche und mündet im Osten in einen eingezogenen Chor mit Fünfachtelschluss. Chor und Langhaus sind mit spätgotischen Netzrippengewölben gedeckt, deren Rippen mit weißem, frühbarockem Stuck überzogen sind. Die Wände gliedern kräftige Pilaster mit abgefasten Ecken und Dreiviertelsäulen mit ionischen Kapitellen. Die Doppelempore im Westen wurde in der Mitte des 17. Jahrhunderts eingebaut. Große Spitzbogenfenster beleuchten den Innenraum.

## Ausstattung

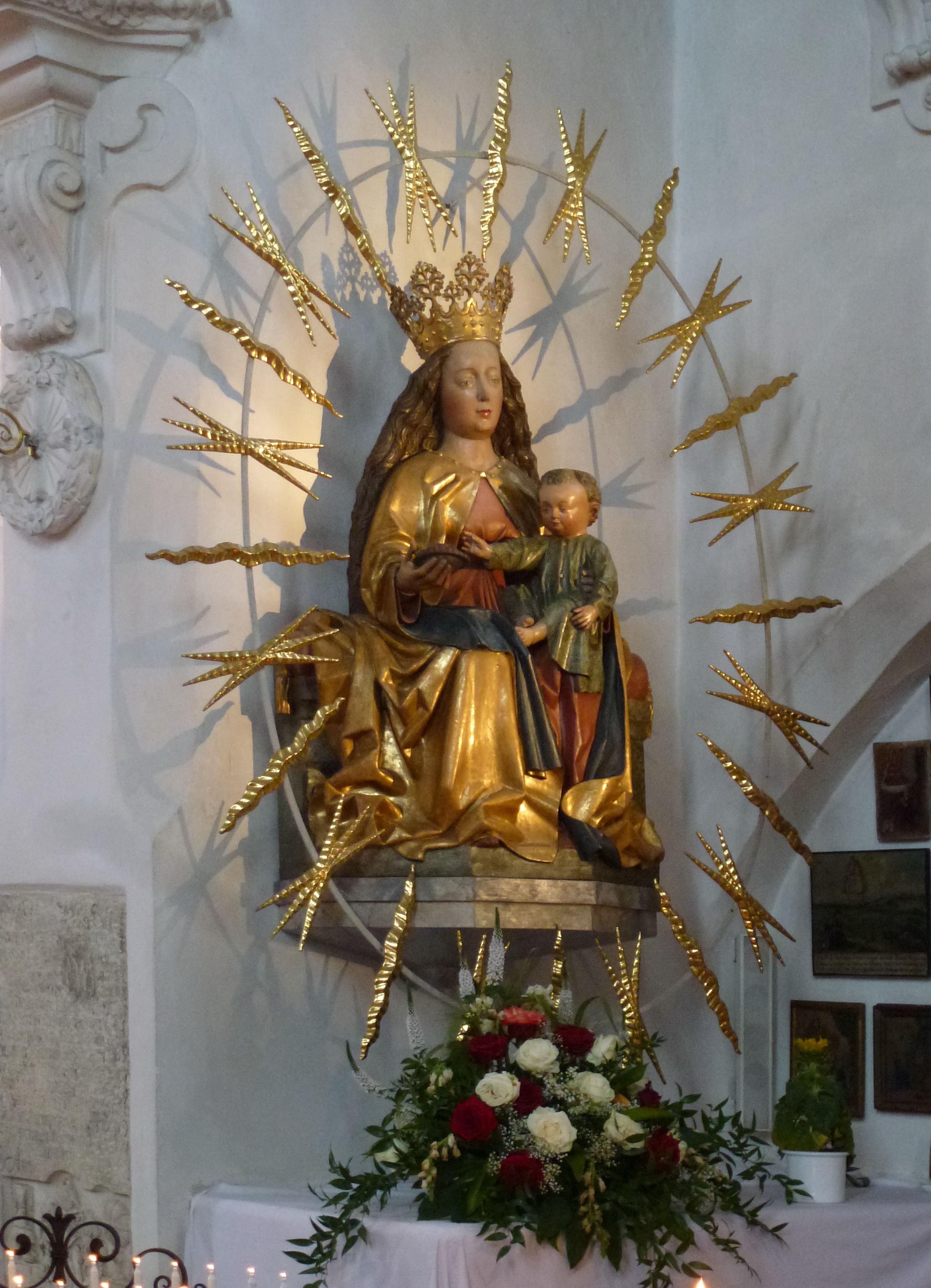
Thronende Madonna

- Das Gnadenbild der thronenden Madonna mit Jesuskind ist eine Schnitzfigur aus dem späten 15. Jahrhundert. Sie stand ursprünglich im Zentrum des ehemaligen Hochaltars.
- Die lebensgroßen Holzfiguren von Christus, Maria und den Aposteln an den Langhauswänden wurden 1626 von Christof Angermair (nach 1580–1633) und seiner Werkstatt geschaffen.
- Das kelchförmige Taufbecken mit der Skulpturengruppe der Taufe Jesu auf dem modernen Deckel aus dem Jahr 1645 stammt vom Münchner Hofsteinmetzen Wilhelm Pader.
- Das Gitter unter der Empore, das ehemalige Chorgitter, ist eine Arbeit aus dem Jahr 1664.
- Die barocke Kanzel aus der Zeit um 1670 kommt aus Degerndorf und ersetzt die bei der Regotisierung der Kirche entfernte Kanzel.
- Die Kirchstuhlwangen stammen aus der Zeit um 1750.
- Im Chor hängt eine überlebensgroße, holzgeschnitzte Kreuzigungsgruppe mit Maria und Johannes aus der Mitte des 18.  Jahrhunderts, die vermutlich aus einer Münchner Werkstatt stammt.
- In der Kirche werden zahlreiche Votivkerzen und -tafeln aus dem 18. und 19. Jahrhundert aufbewahrt. Das älteste Votivbild ist aus dem 16. Jahrhundert erhalten.
- Die Orgel erbaute 1887 Georg Beer II aus Erling. Sie hat 17 Register auf zwei Manualen und Pedal.

### Orgel

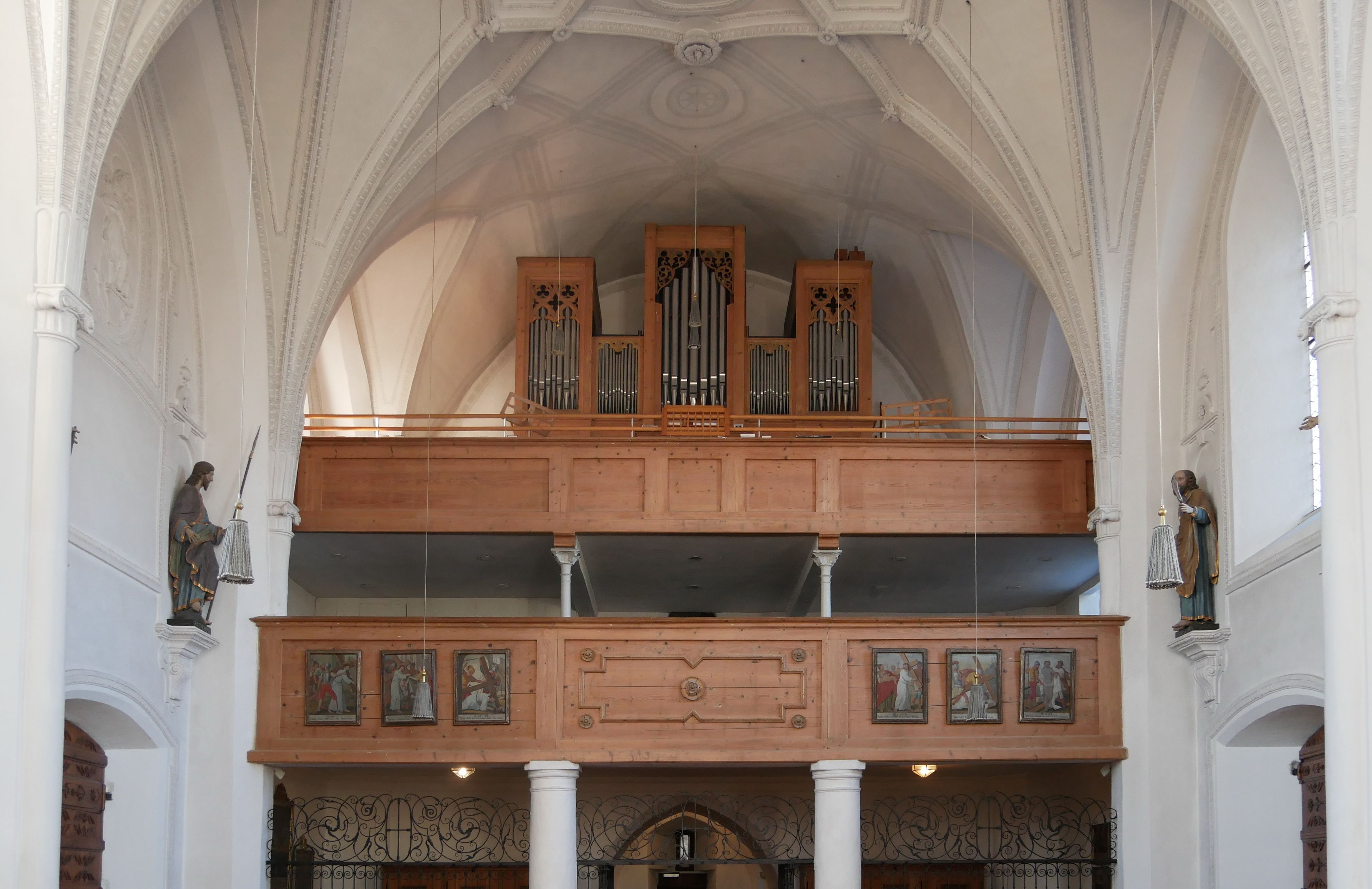
Die Beer-Orgel

Die Orgel erbaute 1887 Georg Beer II aus Erling. Sie hat 17 Register auf zwei Manualen und Pedal. Die Disposition lautet:
| I Manual C–f3  |       |
| Bourdon        | 16′   |
| Principal      | 8′    |
| Hohlflöte      | 8′    |
| Gemshorn       | 8′    |
| Gamba          | 8′    |
| Octav          | 4′    |
| Flöte          | 4′    |
| Cornett II–III | 2 ⁄3′ |
| Mixtur IV–V    | 2′    |

| II Manual C–f3   |    |
| Geigenprincipal  | 8′ |
| Lieblich Gedeckt | 8′ |
| Dolce            | 8′ |
| Aeoline          | 8′ |
| Gaviole          | 4′ |

| Pedal C–d1 |     |
| Subbaß     | 16′ |
| Violonbaß  | 16′ |
| Octavbaß   | 8′  |

- Koppeln: II/I, I/P, II/P
- Spielhilfen: "Vollwerk"
- Bemerkungen: Kegelladen, mechanische Spiel- und Registertraktur, freistehender Spieltisch

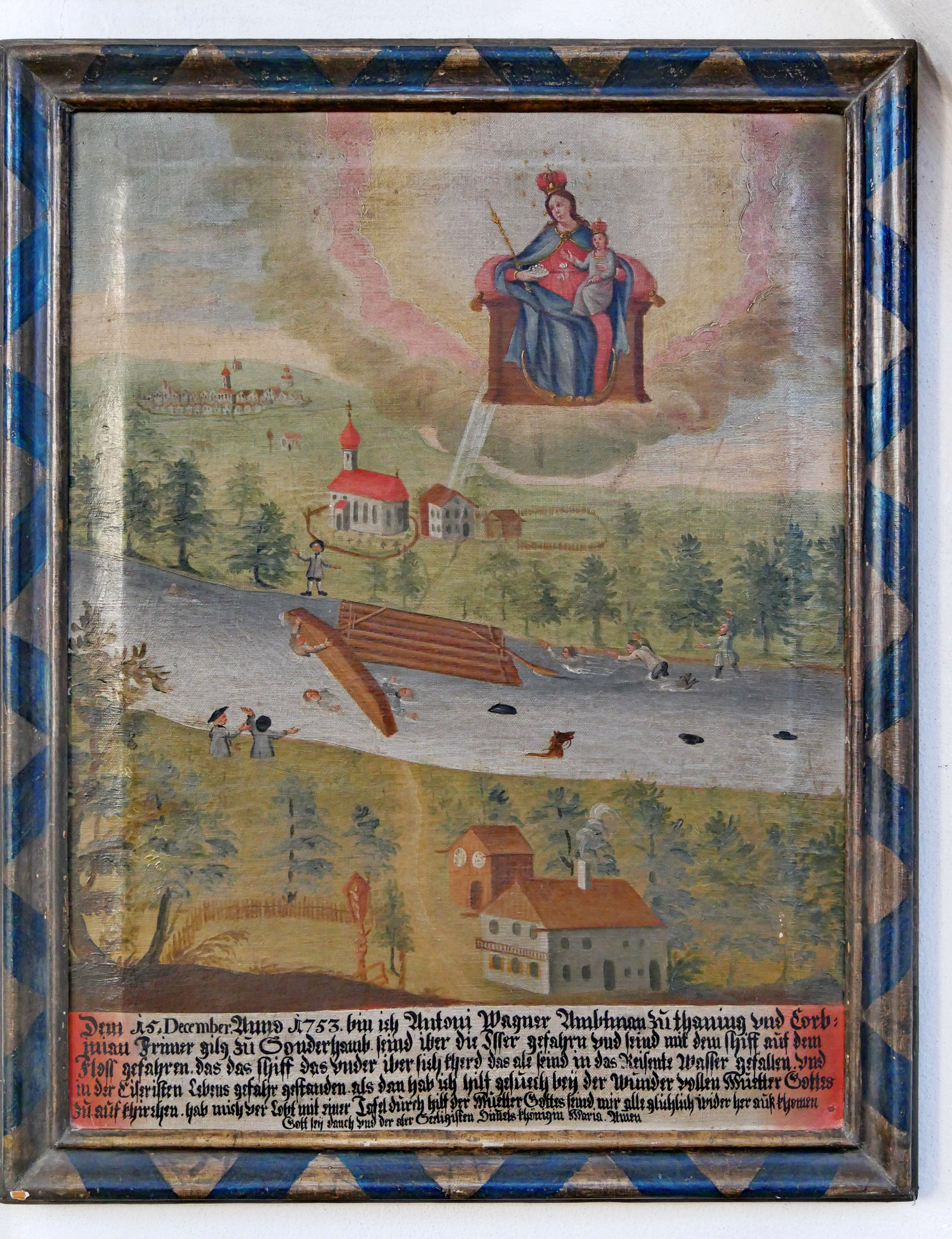
Votivbild
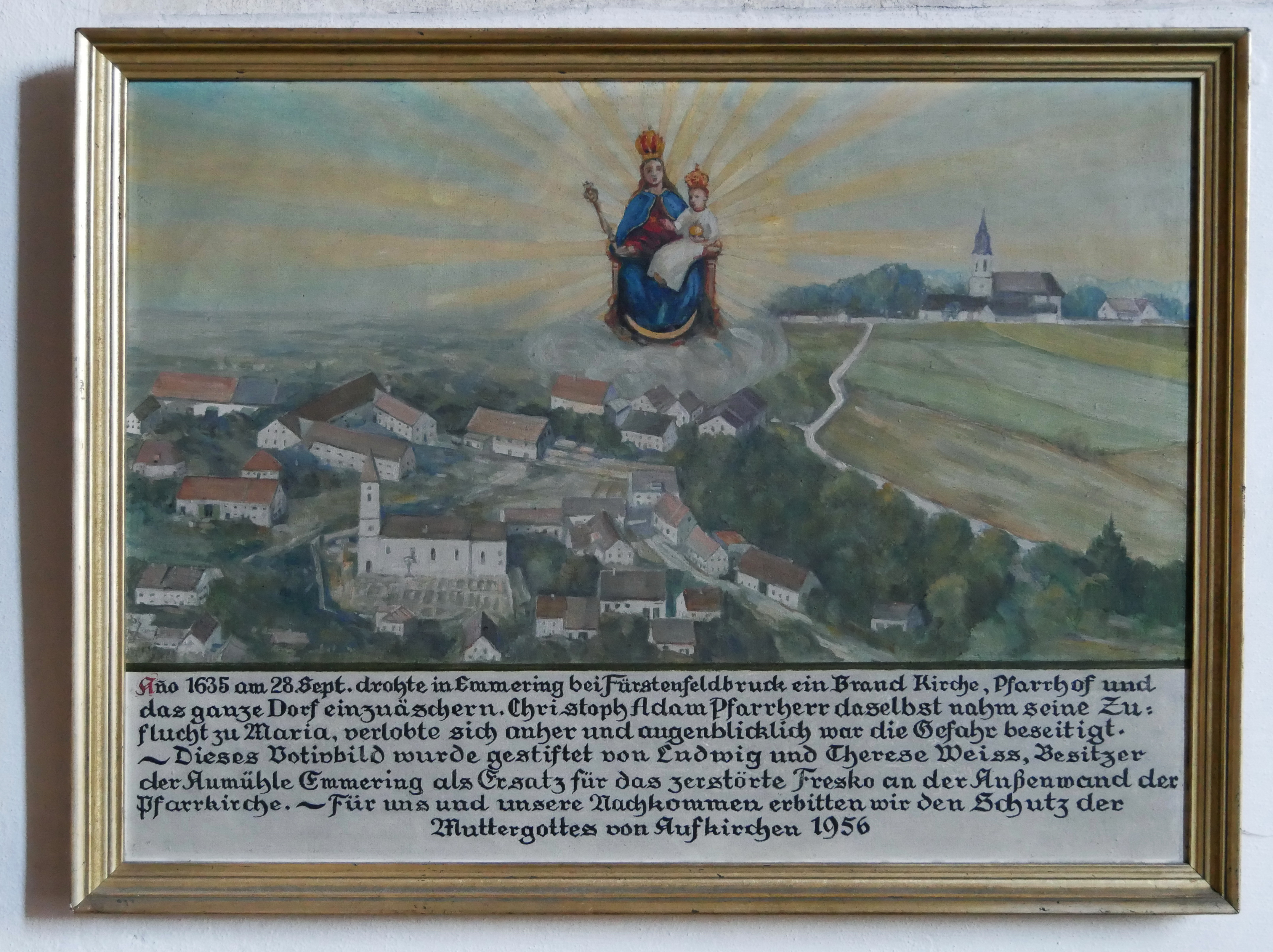
Votivbild
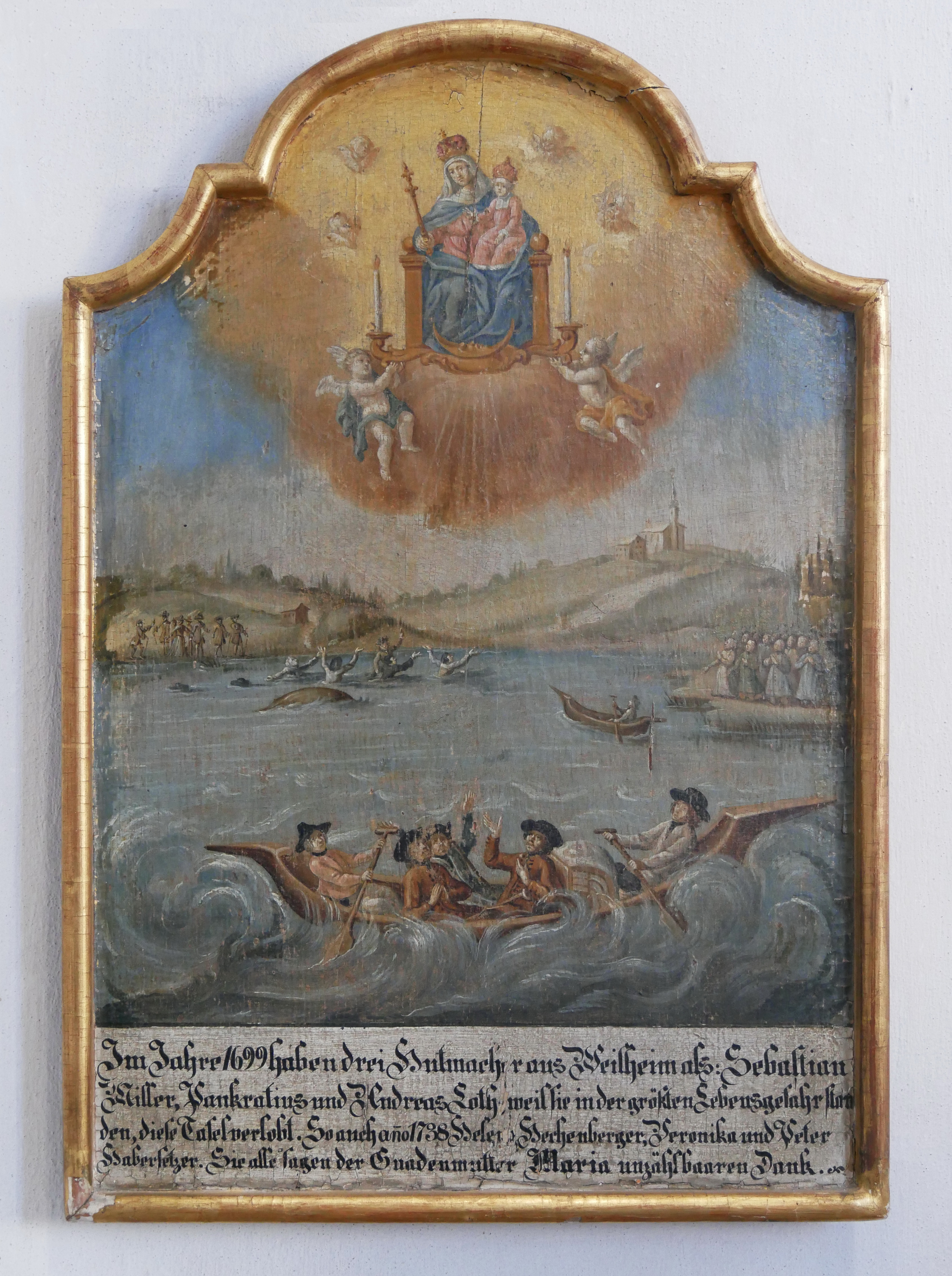
Votivbild